# Ed, Suedia
Ed este un oraș în Suedia.

## Demografie
| \| Evoluția demografică a zonei urbane Ed, 1970–2015 \| Evoluția demografică a zonei urbane Ed, 1970–2015 \| Evoluția demografică a zonei urbane Ed, 1970–2015 \| Evoluția demografică a zonei urbane Ed, 1970–2015 \| Evoluția demografică a zonei urbane Ed, 1970–2015 \| \| --------------------------------------------------------------------------------------- \| ------------------------------------------------- \| ------------------------------------------------- \| ------------------------------------------------- \| ------------------------------------------------- \| \| An \| \| \| Locuitori \| \| \| 1970 \| 1970 \| \| 2.390 \| 2.390 \| \| 1975 \| 1975 \| \| 2.932 \| 2.932 \| \| 1980 \| 1980 \| \| 2.927 \| 2.927 \| \| 1990 \| 1990 \| \| 3.130 \| 3.130 \| \| 1995 \| 1995 \| \| 3.044 \| 3.044 \| \| 2000 \| 2000 \| \| 3.014 \| 3.014 \| \| 2005 \| 2005 \| \| 2.942 \| 2.942 \| \| 2010 \| 2010 \| \| 2.932 \| 2.932 \| \| 2015 \| 2015 \| \| 2.994 \| 2.994 \| \| Sursa: SCB - Statistika Centralbyrån, Folkmängden per tätort. Vart femte år 1960 - 2016 \| \| \| \| \| |      |  |           |       |
| Evoluția demografică a zonei urbane Ed, 1970–2015 |      |  |           |       |
| An |      |  | Locuitori |       |
| 1970 | 1970 |  | 2.390     | 2.390 |
| 1975 | 1975 |  | 2.932     | 2.932 |
| 1980 | 1980 |  | 2.927     | 2.927 |
| 1990 | 1990 |  | 3.130     | 3.130 |
| 1995 | 1995 |  | 3.044     | 3.044 |
| 2000 | 2000 |  | 3.014     | 3.014 |
| 2005 | 2005 |  | 2.942     | 2.942 |
| 2010 | 2010 |  | 2.932     | 2.932 |
| 2015 | 2015 |  | 2.994     | 2.994 |
| Sursa: SCB - Statistika Centralbyrån, Folkmängden per tätort. Vart femte år 1960 - 2016 |      |  |           |       |